# Verzorgingsplaats Vliete
Verzorgingsplaats Vliete is een Nederlandse verzorgingsplaats, gelegen aan de noordoostzijde van de A58 in de richting Eindhoven-Vlissingen tussen afritten 31 en 32 in de gemeente Reimerswaal.
Aan de overzijde van de snelweg ligt verzorgingsplaats Voetpomp.
Richting Vlissingen: Kriekampen · Brehees · Blaak · Molenheide · Lage Aard · Bremberg · Hoezaar · Spuitendonk · Wouwse Tol Noord · 't Scheld · Vliete · Selnisse
Richting Eindhoven: Arnemuiden · Vliedberg · Voetpomp · Het Rak · Wouwse Tol Zuid · Mastpolder · Liesbos · Hooge Aard · Raakeind · Leikant · Kerkeind · Kloosters